# Federação Paraibana de Futsal
La Federação Paraibana de Futsal (conosciuta con l'acronimo di FPFS) è un organismo brasiliano che amministra il calcio a 5 nella versione FIFA per lo stato di Paraíba.
Fondata il 20 marzo 1964, la FPFS ha sede nel capoluogo João Pessoa ed ha come presidente Geraldo Magela das Neves Freire. La sua selezione non ha mai vinto il Brasileiro de Seleções de Futsal, giungendo come miglior risultato al terzo posto del 1983.